# Dioceza Africae
Dioceza Africae (din latină Dioecesis Africae) a fost o dioceza romană în perioada 314 - 421 care cuprindea Africa Zeugitana (care a păstrat numele de Africa Proconsularis), Numidia, Mauretania Sitifensis, Mauretania Caesariensis, Mauretania Tingitana și în sud Africa Byzacena.
Capitala se afla la Cartagina. Dioceza era subordonată Prefecturii Pretoriene Italia (latină Praefectura Praetorio Italiae). După 421 în zonă s-a înființat un stat vandal.